# Organizarea administrativ-teritorială a Republicii Moldova
Republica Moldova este organizată, sub aspect administrativ, în unități administrativ-teritoriale: raioane, orașe și sate. Organizarea administrativ-teritorială a Republicii Moldova se efectuează pe două niveluri: satele (comunele) și orașele (municipiile) constituie nivelul întâi, raioanele constituie nivelul al doilea.
Țara a revenit în anul 2003 la sistemul sovietic de împărțire administrativă în raioane. Astăzi, statul este împărțit de jure în 32 de raioane, 13 municipii (Chișinău, Tiraspol, Bălți, Bender, Comrat, Cahul, Ungheni, Soroca, Orhei, Ceadîr-Lunga, Edineț, Hîncești și Strășeni) și două Unități teritoriale autonome recunoscute: UTA Găgăuzia (U.T.A.G.) și Unitățile Administrativ-Teritoriale din Stânga Nistrului (U.T.A.N.). De facto, în locul acesteia din urmă se găsește o entitate teritorială auto-proclamată: Republica Moldovenească Nistreană. Statutul acestei regiuni este așadar disputat: „republică independentă” sub numele de Republica Moldovenească Nistreană pentru guvernul de la Tiraspol, „Unitate teritorială autonomă a Nistrului” pentru guvernul de la Chișinău și pentru comunitatea internațională. Pe deasupra, limitele entităților de jure U.T.A.N. și de facto R.M.N. nu corespund integral: U.T.A.N. cuprinde teoretic 5 raioane (Camenca, Rîbnița, Dubăsari, Grigoriopol și Slobozia), în timp ce R.M.N. se întinde concret peste 4,5 dintre raioanele transnistrene (Camenca, Rîbnița, jumătate din Dubăsari, Grigoriopol și Slobozia), două municipii (Tighina și Tiraspol), și peste câteva părți de pe malul drept al Nistrului, din raioanele Anenii Noi și Căușeni. Așadar, guvernul de drept de la Chișinău controlează o mică parte din U.T.A.N. (jumătate din raionul Dubăsari) în timp ce R.M.N. controlează teritorii care nu fac parte din U.T.A.N. (municipiul Tighina și părți din raioanele Căușeni și Anenii Noi).

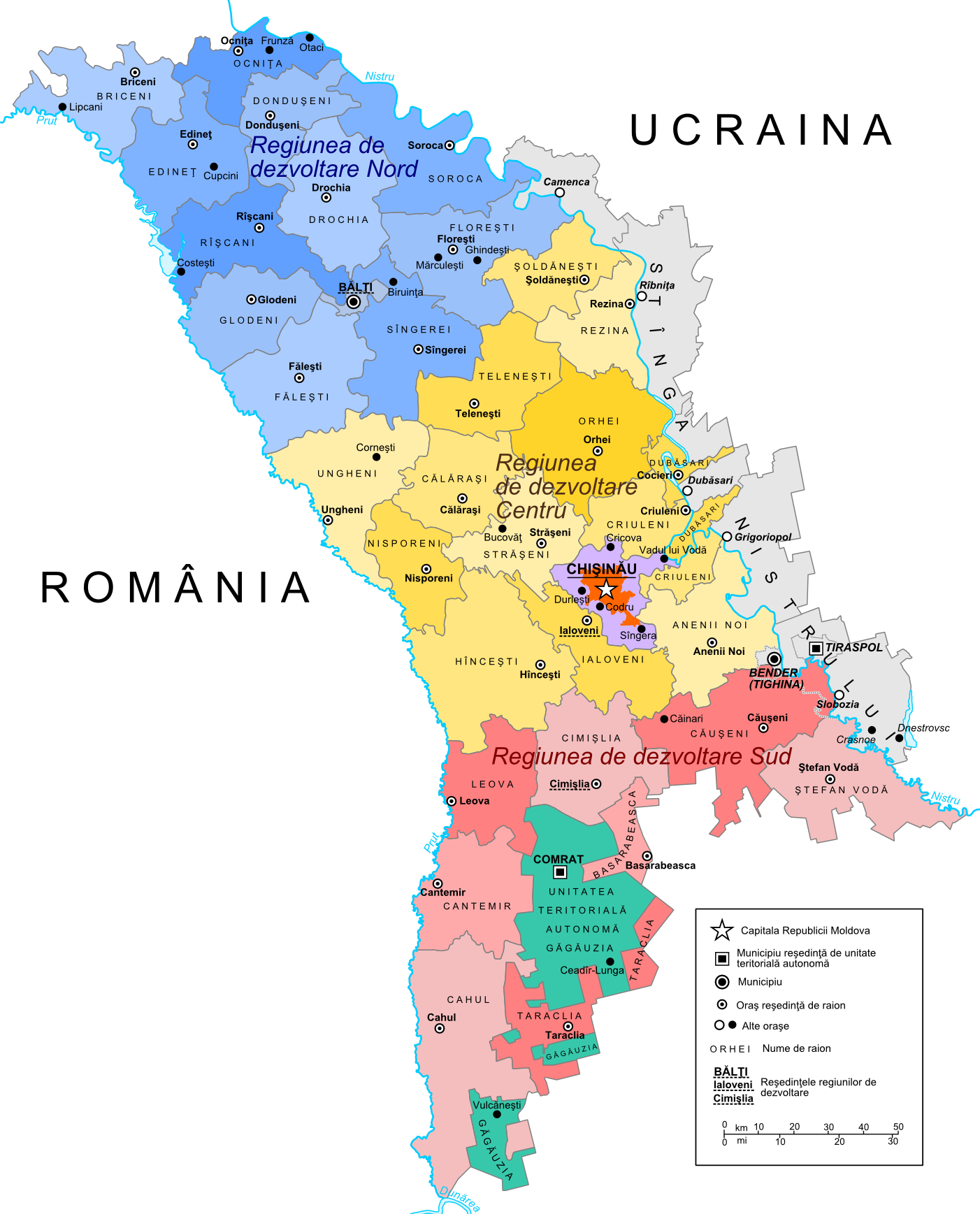
Republica Moldova cu :
- regiunile de dezvoltare,
- diviziunile administrative standard (municipii și raioane),
- unitatea teritorială autonomă Găgăuzia, împărțită în 3 dolaiuri,
- și Transnistria (zona cenușie unde se suprapun parțial Unitatea teritorială autonomă a Nistrului de jure și "Republica moldovenească nistreană" de facto).

Partea Moldovei de la est de fluviul Nistru, Transnistria, deși este populată în majoritate relativă de băștinași, etnici moldoveni/români - 32%, față de 30% ruși și 29% ucraineni, se află sub controlul autorităților pro-ruse, majoritari în municipiul Tiraspol, care au autoproclamat independența în 1992, temându-se de o posibilă reunificare a Republicii Moldova cu România. O parte din forțele ruse staționate în zonă de pe vremea URSS (armata a 14-a) se află încă în regiune, în ciuda faptului că Rusia promisese în mod oficial retragerea lor prin semnarea Înțelegerii de la Istanbul în 1999 din cadrul reuniunii OSCE.

## Unitățile administrativ-teritoriale
Statutul satului (comunei), orașului (municipiului) se elaborează în baza statutului-cadru, aprobat de Parlament, și se aprobă de consiliul local.
Statutul special de autonomie al localităților din stînga Nistrului și al unor localități din sudul țării se stabilește prin legi organice, potrivit art. 111 din Constituția Republicii Moldova.
Organizarea administrativ-teritorială a Republicii Moldova se efectuează pe două niveluri: satele (comunele) și orașele (municipiile) constituie nivelul întîi, raioanele constituie nivelul al doilea.
Satul este o unitate administrativ-teritorială care cuprinde populația rurală unită prin teritoriu, condiții geografice, relații economice, social-culturale, tradiții și obiceiuri.
Două sau mai multe sate se pot uni, formând o singură unitate administrativ-teritorială numită comună.
Satul în care își are sediul consiliul sătesc (comunal) este numit sat-reședință. Comuna poartă denumirea satului-reședință.
Orașul este o unitate administrativ-teritorială mai dezvoltată decît satul din punct de vedere economic și social-cultural, cu structuri edilitar-gospodărești, industriale și comerciale corespunzătoare, a cărei populație în mare parte este încadrată în industrie, în sfera deservirii publice și în diferite domenii de activitate intelectuală, în viața culturală și politică.
În condițiile legii, unele orașe pot fi declarate municipii.
Municipiul este o localitate de tip urban cu un rol deosebit în viața economică, social-culturală, științifică, politică și administrativă a țării, cu importante structuri industriale, comerciale și instituții din domeniul învățămîntului, ocrotirii sănătății și culturii. Statutul de municipiu a fost atribuit prin Legea Nr. 764 din 27.12.2001 privind organizarea administrativ-teritorială a Republicii Moldova orașelor Chișinău, Bălți, Bender, Comrat, Tiraspol. Municipiul Chișinău este capitala Republicii Moldova. Statutul municipiului Chișinău este reglementat prin lege organică.
Raionul este o unitate administrativ-teritorială alcătuită din sate (comune) și orașe, unite prin teritoriu, relații economice și social-culturale. Orașul în care își are sediul consiliul raional este numit oraș-reședință. Raionul poartă denumirea orașului-reședință. Hotarele administrative ale raionului reprezintă perimetrul suprafeței localităților incluse în componența acestuia și care coincide cu hotarele dintre localitățile raionului dat și localitățile raionului limitrof.
Satelor și orașelor care, datorită condițiilor climaterice, balneologice și înzestrării lor edilitar-gospodărești, prezintă o importanță deosebită pentru sănătatea și odihna populației li se atribuie, prin hotărîre a Guvernului, statut de stațiune balneoclimaterică.
Satelor și orașelor care au o importanță deosebită în domeniul economiei naționale, precum și pentru istoria sau cultura statului, prin hotărîre a Guvernului, li se poate atribui statut de nod feroviar, centru istoric, centru cultural.
Formarea, desființarea și schimbarea statutului unității administrativ-teritoriale se efectuează de către Parlament după consultarea cetățenilor, o dată în patru ani, cu cel puțin 6 luni înainte de alegerile parlamentare.
Unitatea administrativ-teritorială de sine stătătoare se formează dacă are o populație, de regulă, de cel puțin 1500 de locuitori și dispune de mijloace financiare suficiente pentru întreținerea aparatului primăriei și instituțiilor sferei sociale.
În cazuri excepționale, Parlamentul poate stabili, prin lege organică, formarea unei unități administrativ-teritoriale de sine stătătoare cu un număr de locuitori mai mic decît cel prevăzut de lege, modificînd anexa respectivă a legii.
Modificarea hotarelor unității administrativ-teritoriale cauzată de necesitatea transferării localităților dintr-o unitate administrativ-teritorială în alta, precum și transferarea centrului administrativ se efectuează de către Parlament după consultarea cetățenilor.

## Localități
În Moldova sunt în total 1 681 localități. 5 din ele au statut de municipii: Chișinău, Bălți, Tighina, Comrat și Tiraspol. Bălți are 2 localități-satelite : Elizaveta și Sadovoi. Tighina (Bender, în limba rusă) are una : Proteagailovca. Alte 60 localități au statut de  orașe în componența cărora sunt incluse 39 sate. 914 localități au statut de sat-comună (fostele sovete sătești, în tabel incluse la categoria comune) și 660 sunt sate subordonate acestor comune.
Situația localităților este prezentată la data modificării Legii nr. 764 din 24.02.2008 
| N.d.o. | Tipul                      | Denumire     | Municipii | Comune subordonate municipiilor | Orașe | Sate subordonate orașelor | Comune | Sate subordonate comunelor | Total |
| ------ | -------------------------- | ------------ | --------- | ------------------------------- | ----- | ------------------------- | ------ | -------------------------- | ----- |
| 1      | municipiu                  | Chișinău     | 1         | -                               | 6     | 2                         | 12     | 14                         | 35    |
| 2      | municipiu                  | Bălți        | 1         | 2                               | -     | -                         | -      | -                          | 3     |
| 3      | municipiu                  | Bender       | 1         | 1                               | -     | -                         | -      | -                          | 2     |
| 4      | regiune autonomă           | Găgăuzia     | 2         | -                               | 1     | 1                         | 23     | 5                          | 32    |
| 5      | regiune cu statut disputat | Transnistria | 1         | -                               | 9     | 2                         | 69     | 66                         | 147   |
| 6      | raion                      | Anenii Noi   | -         | -                               | 1     | 5                         | 25     | 14                         | 45    |
| 7      | raion                      | Basarabeasca | -         | -                               | 1     | -                         | 6      | 3                          | 10    |
| 8      | raion                      | Briceni      | -         | -                               | 2     | -                         | 26     | 11                         | 39    |
| 9      | raion                      | Cahul        | 1         | -                               | -     | 1                         | 36     | 17                         | 55    |
| 10     | raion                      | Cantemir     | -         | -                               | 1     | -                         | 26     | 24                         | 51    |
| 11     | raion                      | Călărași     | -         | -                               | 1     | 1                         | 27     | 15                         | 44    |
| 12     | raion                      | Căușeni      | -         | -                               | 2     | 1                         | 28     | 17                         | 48    |
| 13     | raion                      | Cimișlia     | -         | -                               | 1     | 3                         | 22     | 13                         | 39    |
| 14     | raion                      | Criuleni     | -         | -                               | 1     | 2                         | 24     | 16                         | 43    |
| 15     | raion                      | Dondușeni    | -         | -                               | 1     | -                         | 21     | 8                          | 30    |
| 16     | raion                      | Drochia      | -         | -                               | 1     | -                         | 27     | 12                         | 40    |
| 17     | raion                      | Dubăsari     | -         | -                               | -     | -                         | 11     | 4                          | 15    |
| 18     | raion                      | Edineț       | 1         | -                               | 1     | 4                         | 30     | 13                         | 49    |
| 19     | raion                      | Fălești      | -         | -                               | 1     | -                         | 32     | 43                         | 76    |
| 20     | raion                      | Florești     | -         | -                               | 3     | -                         | 37     | 34                         | 74    |
| 21     | raion                      | Glodeni      | -         | -                               | 1     | 1                         | 18     | 15                         | 35    |
| 22     | raion                      | Hîncești     | 1         | -                               | -     | -                         | 38     | 24                         | 63    |
| 23     | raion                      | Ialoveni     | -         | -                               | 1     | -                         | 24     | 9                          | 34    |
| 24     | raion                      | Leova        | -         | -                               | 2     | 1                         | 23     | 13                         | 39    |
| 25     | raion                      | Nisporeni    | -         | -                               | 1     | -                         | 22     | 16                         | 39    |
| 26     | raion                      | Ocnița       | -         | -                               | 3     | -                         | 18     | 12                         | 33    |
| 27     | raion                      | Orhei        | 1         | -                               | -     | -                         | 37     | 37                         | 75    |
| 28     | raion                      | Rezina       | -         | -                               | 1     | 3                         | 24     | 13                         | 41    |
| 29     | raion                      | Rîșcani      | -         | -                               | 2     | 6                         | 26     | 21                         | 55    |
| 30     | raion                      | Sîngerei     | -         | -                               | 2     | 1                         | 24     | 43                         | 70    |
| 31     | raion                      | Soroca       | 1         | -                               | -     | -                         | 34     | 33                         | 68    |
| 32     | raion                      | Strășeni     | 1         | -                               | 1     | 2                         | 25     | 10                         | 39    |
| 33     | raion                      | Șoldănești   | -         | -                               | 1     | -                         | 22     | 10                         | 33    |
| 34     | raion                      | Ștefan-Vodă  | -         | -                               | 1     | -                         | 22     | 3                          | 26    |
| 35     | raion                      | Taraclia     | -         | -                               | 1     | -                         | 14     | 11                         | 26    |
| 36     | raion                      | Telenești    | -         | -                               | 1     | 2                         | 30     | 21                         | 54    |
| 37     | raion                      | Ungheni      | 1         | -                               | 1     | 1                         | 31     | 40                         | 74    |
| Total  | Total                      | Total        | 13        | 3                               | 52    | 39                        | 914    | 660                        | 1.681 |

Această listă include raioanele și unitățile autonome ordonate după numărul populației (fără Unitățile administrativ-teritoriale din stînga Nistrului), la 1 ianuarie 2015:

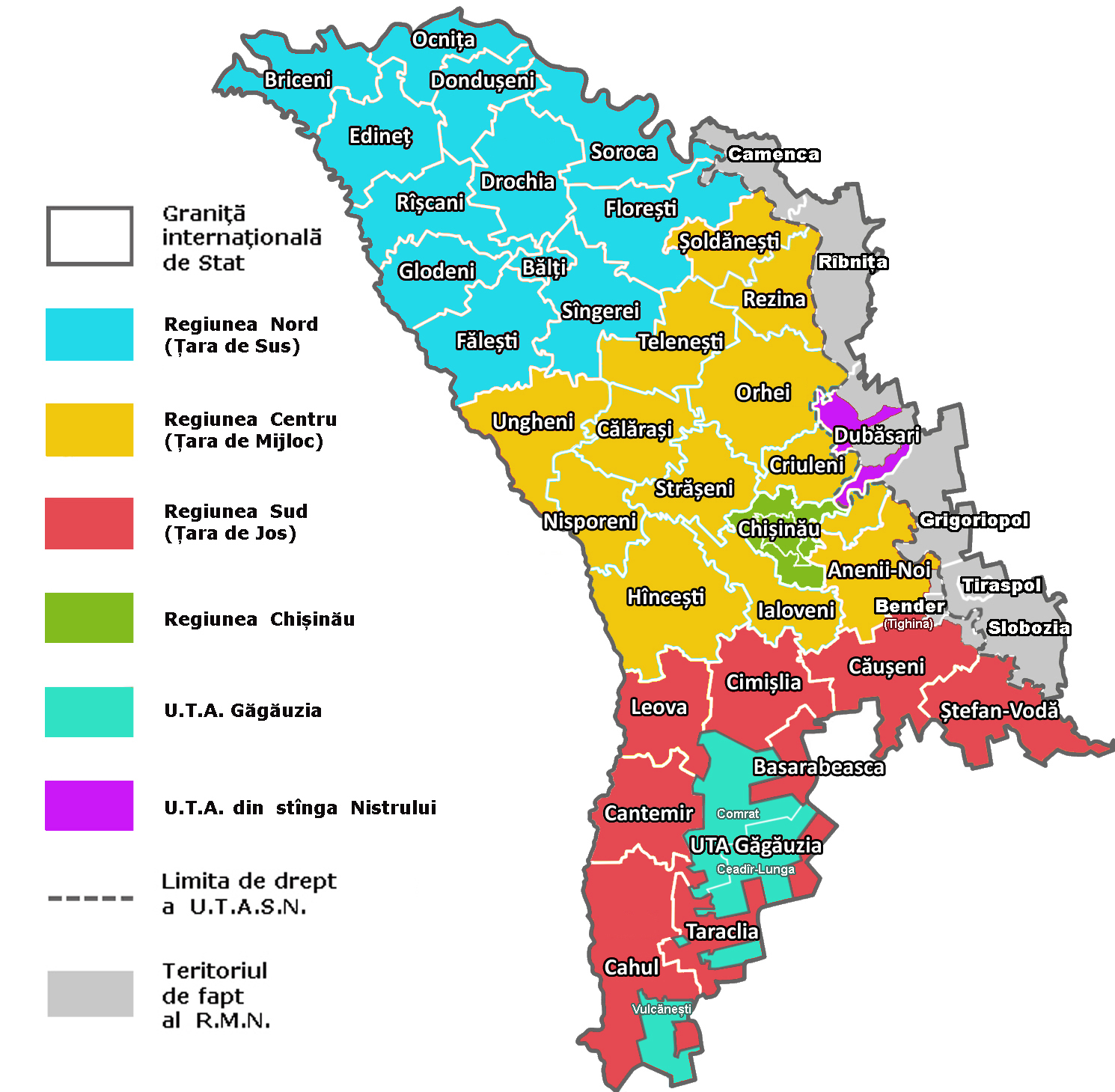
Harta împărțirii administrative a R. Moldova

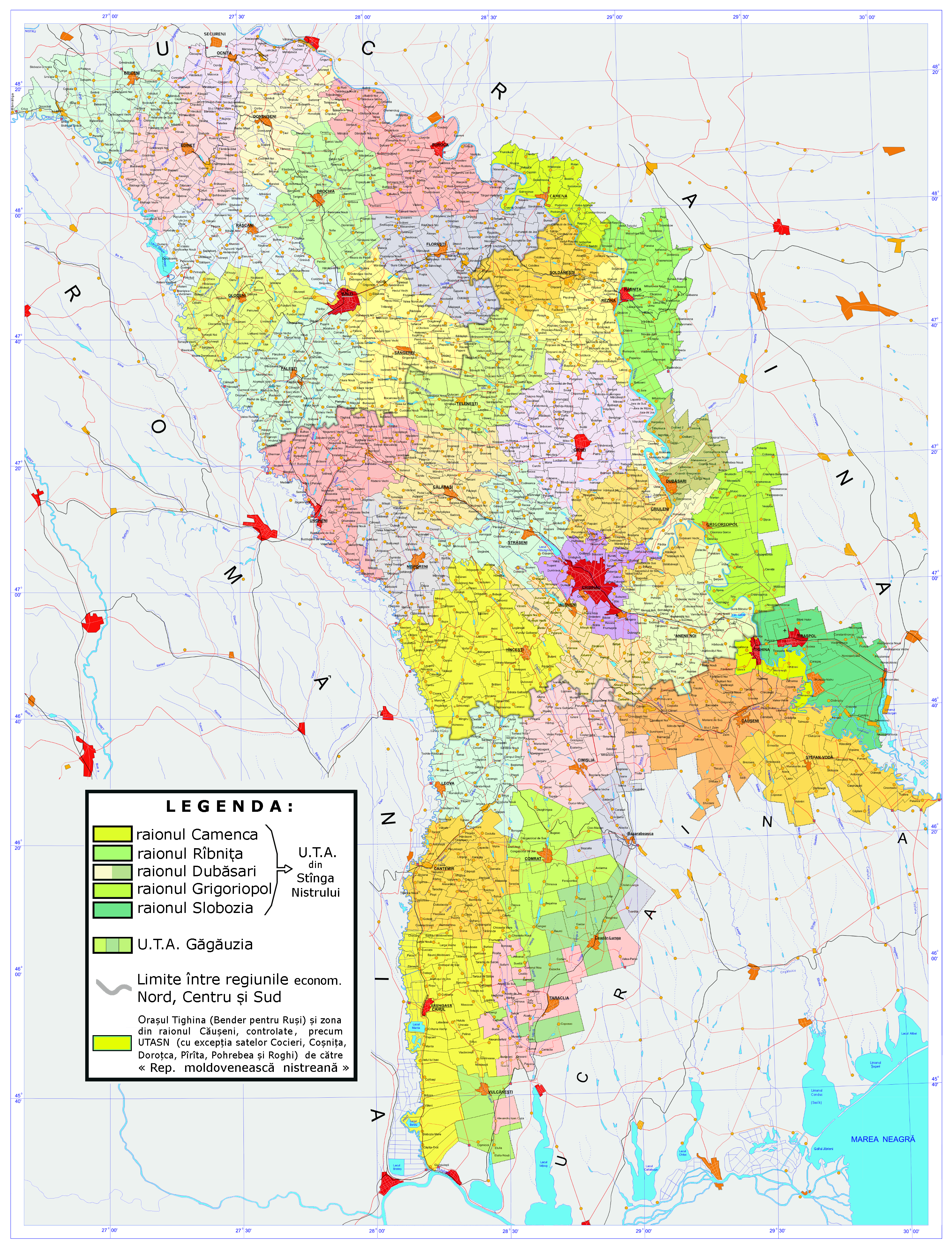
Harta administrativ-teritorială la toate nivelurile a R. Moldova

| Loc   | Unitate teritorială  | Populație, mii loc. |   | Procentaj din total. popul. | Suprafața, km² | Densitate, loc./km² |
| ----- | -------------------- | ------------------- | - | --------------------------- | -------------- | ------------------- |
| 01.   | Municipiul Chișinău  | 809,6               | ▲ | 22,49%                      | 571,64         | 1.421,3             |
| 02.   | Găgăuzia             | 161,8               | ▼ | 4,54%                       | 1.848,46       | 84,5                |
| 03.   | Municipiul Bălți     | 150,2               | ▲ | 4,2%                        | 78,01          | 3.185,1             |
| 04.   | Raionul Orhei        | 125,2               | ▼ | 3,53%                       | 1.228,31       | 102,3               |
| 05.   | Raionul Cahul        | 124,6               | ▼ | 3,51%                       | 1.545,28       | 80,8                |
| 06.   | Raionul Hîncești     | 120,7               | ▼ | 3,4%                        | 1.475,13       | 82,3                |
| 07.   | Raionul Ungheni      | 117,4               | ▬ | 3,29%                       | 1.082,62       | 99,1                |
| 08.   | Raionul Ialoveni     | 100,9               | ▲ | 2,81%                       | 783,49         | 127,8               |
| 09.   | Raionul Soroca       | 100,1               | ▬ | 2,81%                       | 1.042,99       | 96                  |
| 10.   | Raionul Sîngerei     | 92,4                | ▼ | 2,62%                       | 1.033,71       | 90,1                |
| 11.   | Raionul Strășeni     | 92,2                | ▲ | 2,57%                       | 729,12         | 125,6               |
| 12.   | Raionul Fălești      | 91,8                | ▼ | 2,59%                       | 1.072,6        | 85,8                |
| 13.   | Raionul Căușeni      | 90,8                | ▼ | 2,57%                       | 1.185,16       | 69,9                |
| 14.   | Raionul Florești     | 88,1                | ▼ | 2,49%                       | 1.108,19       | 82,3                |
| 15.   | Raionul Drochia      | 88                  | ▼ | 2,49%                       | 999,91         | 88,9                |
| 16.   | Raionul Anenii Noi   | 83,4                | ▬ | 2,33%                       | 887,62         | 93,7                |
| 17.   | Raionul Edineț       | 81,2                | ▼ | 2,3%                        | 932,92         | 88                  |
| 18.   | Raionul Călărași     | 78,1                | ▼ | 2,21%                       | 753,55         | 104,2               |
| 19.   | Raionul Criuleni     | 73,6                | ▼ | 2,06%                       | 687,95         | 106,7               |
| 20.   | Raionul Briceni      | 73,4                | ▼ | 2,09%                       | 814,44         | 91,4                |
| 21.   | Raionul Telenești    | 72,9                | ▼ | 2,06%                       | 848,62         | 86,6                |
| 22.   | Raionul Ștefan Vodă  | 70,7                | ▼ | 2%                          | 998,38         | 71,4                |
| 23.   | Raionul Rîșcani      | 68,4                | ▼ | 1,94%                       | 936,03         | 73,8                |
| 24.   | Raionul Nisporeni    | 65,9                | ▼ | 1,86%                       | 629,02         | 105,4               |
| 25.   | Raionul Cantemir     | 62,1                | ▼ | 1,75%                       | 867,86         | 71,8                |
| 26.   | Raionul Cimișlia     | 60,4                | ▼ | 1,71%                       | 867,86         | 65,9                |
| 27.   | Raionul Glodeni      | 60                  | ▼ | 1,71%                       | 754,18         | 80,7                |
| 28.   | Raionul Ocnița       | 54,3                | ▼ | 1,56%                       | 597,47         | 93                  |
| 29.   | Raionul Leova        | 53                  | ▼ | 1,49%                       | 764,73         | 69,7                |
| 30.   | Raionul Rezina       | 51                  | ▼ | 1,46%                       | 621,79         | 83,4                |
| 31.   | Raionul Taraclia     | 43,7                | ▼ | 1,23%                       | 673,69         | 65,4                |
| 32.   | Raionul Dondușeni    | 43,3                | ▼ | 1,24%                       | 644,12         | 68,8                |
| 33.   | Raionul Șoldănești   | 42,1                | ▼ | 1,2%                        | 598,37         | 71,4                |
| 34.   | Raionul Dubăsari     | 35,3                | ▲ | 0,99%                       | 309,22         | 114,2               |
| 35.   | Raionul Basarabeasca | 28,6                | ▼ | 0,81%                       | 294,54         | 97,8                |
| TOTAL | TOTAL                | 3.555,2             | ▼ | 100%                        | '              | 119,93              |

## Reformele administrativ-teritoriale

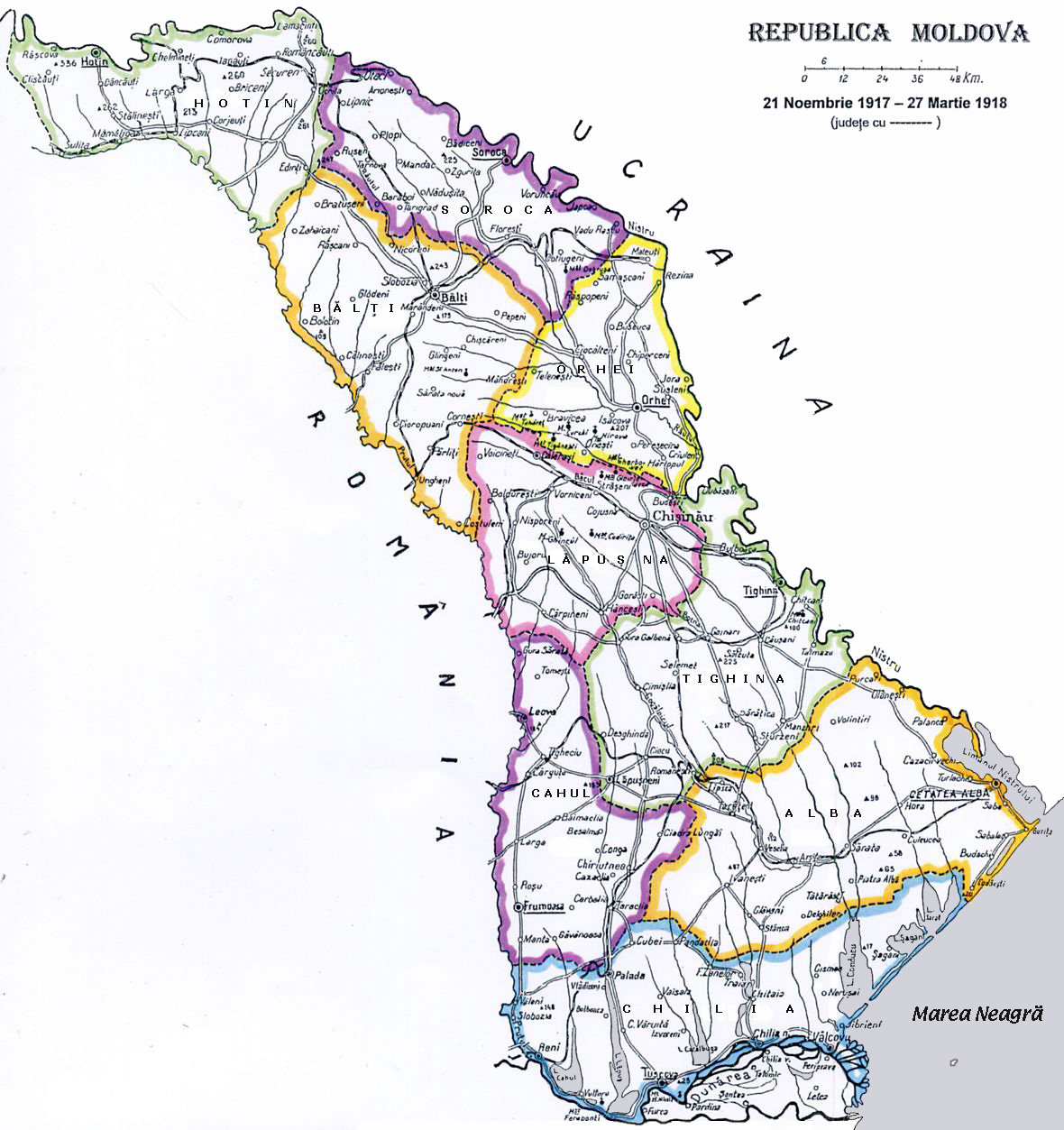
Împărțirea administrativă a Republicii Democratice Moldovenești în 1917.

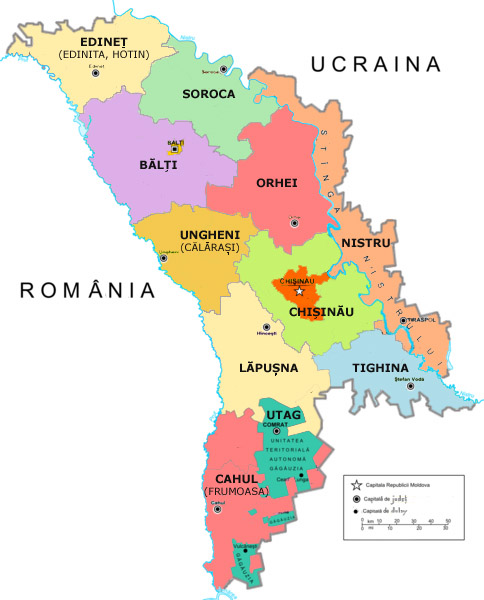
Cele 9 județe ale Republicii Moldova (1998-2001) cu unitățile teritoriale autonome ale Nistrului și Găgăuziei.

Istoria unei țări poate fi citită și după dezvoltarea administrativ-teritorială a ei.
- Moldova era împărțit în ținuturi, împărțite în ocoluri, ele însele împărțite în ienorii. Astfel, teritoriul dintre Prut și Nistru era format până în 1812 din ținuturile Greceni, Codru, Hotărniceni, Orhei, Iași și Soroca. De asemenea, existau raialele turcești Hotin, Bender, Akkerman, Chilia, Ismail și Reni, precum și Tătărlîcul din Bugeac.[5]
- Sub administrarea țaristă, Basarabia a fost o regiune/о́бласть împărțită în 12 ținuturi: Hotin, Soroca, Iași, Orhei, Lăpușna, Hotărniceni, Tighina, Cetatea Albă, Chilia, Ismail, Greceni și Codru.[6]
- Prin Așezământul obrazovaniei oblastiei Basarabia din 29 aprilie 1818, teritoriul era împărțit în 6 județe: Hotin, Iași, Orhei, Bender, Akkerman și Ismail.[7]
- În urma Războiului Crimeii (1856), Rusia a fost nevoită să restituie Moldovei Basarabia sudică cu târgurile Cahul, Bolgrad și Ismail.[8]
- În 1871, Basarabia pierde dreptul de a fi o regiune privilegiată devenind o simplă gubernie/губе́рния, adică provincie, administrată ca și celelate provincii rusești. [9]
- După încheierea războiului ruso-turc (1877-1878), au revendicat și obținut retrocedarea ținuturilor moldovene înapoiate Moldovei în 1856.[10]
- Sub administrarea românească, după 14 iunie 1925, era împărțită în județe: Hotin, Soroca, Bălți, Orhei, Lăpușna, Cahul, Tighina, Chilia și Cetatea-Albă. Aceste județe erau împărțite în plăși, ele însele împărțite în comune.
- Sub numele de RSS Moldovenească, ca parte a Uniunii Sovietice, țara a fost organizată în raioane, împărțite în soviete sătești. Astfel, începând cu data de 11 noiembrie 1940 existau raioanele: Călărași, Căușeni, Cimișlia, Edineț, Fălești, Florești, Kotovsc, Leova, Orhei, Rezina, Rîșcani, Lazovsc și Vulcănești.
- Legea 306-XIII/1994 păstra orânduirea sovietică, dar readuce în Moldova noțiunea de comună (în locul sovietului sătesc).
- Legea 191-XIV/1998 reînființează nouă județe, dar nu identice cu cele din vremea administrării românești : Edineț, Soroca, Bălți, Ungheni, Orhei, Chișinău, Lăpușna, Cahul și Tighina, la care se adaugă municipalitatea Chișinău și cele două unități teritoriale autonome, anume Găgăuzia și Transnistria (în cea mai mare parte ocupată de facto, împreună cu orașul Tighina și câteva teritorii limitrofe aflate pe malul drept al Nistrului, de Republica Moldovenească Nistreană, entitate autoproclamată, nerecunoscută de guvernul republican).
- Legea 764-XV/27.12.2001 este aproape aidoma cu cea care poate fi găsită în "RSS Moldovenească. Orânduire administrativ-teritorială"[11] care instituia 1.658 localități, 829 soviete sătești, 49 așezări de tip orășenesc, 40 raioane și 21 orașe dintre care 10 erau de subordonare republicană și 11 - raională. Cu ultimele modificări din 24 aprilie 2008[12] reînființează raioanele. Tot conform legii, satul în care își are sediul consiliul sătesc (comunal) este numit sat-reședință, iar orașul în care își are sediul consiliul raional  este numit oraș-reședință.[13]
- Legea 438-XVI/28.12.2006 definește regiunile de dezvoltare funcționale pe teritoriul Republicii Moldova. Sunt astfel înființate 6 regiuni de dezvoltare: Nord (cu reședința stabilită la Bălți),[14] Centru (reședință Ialoveni),[15] Sud (reședință Cimișlia),[16] Găgăuzia, Municipiul Chișinău și Transnistria.[17]

## Legături externe
- SOVIETUL MINIȘTRILOR AL RSS MOLDOVENEȘTI: NOTĂ Nr. 60 din 10.05.1987 cu privire la modificările din împărțirea administrativ teritorială a RSS Moldovenești Arhivat în 31 octombrie 2015, la Wayback Machine.